# Garcipollera - Selva de Villanúa
Garcipollera - Selva de Villanúa este o arie protejată (arie specială de conservare — SAC, sit de importanță comunitară — SCI) din Spania întinsă pe o suprafață de 3.898,9 ha, integral pe uscat.

## Localizare
Centrul sitului Garcipollera - Selva de Villanúa este situat la coordonatele 42°38′45″N 0°29′04″W / 42.6457°N 0.484499°V.

## Înființare
Situl Garcipollera - Selva de Villanúa a fost declarat sit de importanță comunitară în ianuarie 1997.

## Biodiversitate
Situată în ecoregiunea alpină, aria protejată conține 12 habitate naturale: Râuri de munte și vegetația lor lemnoasă cu Salix elaeagnos, Lande oro-mediteraneene cu formațiuni endemice de grozamă, Formațiuni de Juniperus communis pe lande sau pajiști calcaroase, Matorral arborescenți cu Juniperus spp., Pajiști silicioase din Pirinei cu Festuca eskia, Pajiști uscate seminaturale și facies de acoperire cu tufișuri pe substraturi calcaroase (Festuco-Brometalia) (* situri importante pentru orhidee), Pajiști cu Molinia pe soluri calcaroase, turboase sau argilos-nămoloase (Molinion caeruleae), Fânețe de joasă altitudine (Alopecurus pratensis, Sanguisorba officinalis), Păduri de fag Asperulo-Fagetum, Păduri de fag din Europa Centrală dezvoltate pe sol calcaros cu Cephalanthero-Fagion, Păduri iberice de Quercus faginea și Quercus canariensis, Păduri montane și subalpine de Pinus uncinata (* dezvoltate pe substrat gipsos sau calcaros).
La baza desemnării sitului se află mai multe specii protejate:
- plante (2): Buxbaumia viridis, Orthotrichum rogeri
- mamifere (4): vidră de râu (Lutra lutra), liliac cărămiziu (Myotis emarginatus), liliacul mare cu potcoavă (Rhinolophus ferrumequinum), liliacul mic cu potcoavă (Rhinolophus hipposideros)
- nevertebrate (3): Euplagia quadripunctaria, Graellsia isabellae, rădașcă (Lucanus cervus)

Pe lângă speciile protejate, pe teritoriul sitului au mai fost identificate 10 specii de plante, 24 de specii de păsări, 4 specii de amfibieni, 4 specii de mamifere, 2 specii de nevertebrate, 1 specie de pești, 1 specie de reptile.